# Ciência em Casa
Ciência em Casa é um programa de televisão brasileiro que fala sobre ciência e principalmente de física. É apresentado pelo trio de professores do Instituto de Física da USP, Daniel Ângelo, Gerson Santos e Wilson Namen, também professores da universidade. O trio é conhecido por ter atuado nos quadros Cientistas Malucos do programa Hoje em Dia, "Na Ciência tudo é Possível" do Tudo é Possível, ambos da Rede Record e também no "Ciência em Show" do programa Eliana, do SBT. Cada episódio é focado em um tema principal, com a realização de diversas experiências "malucas" e no fim uma grande experiência, que explicam vários fenômenos por meio da Ciência. O primeiro episódio estreou no Brasil em 16 de agosto de 2012, no National Geographic e falou sobre bolhas e espumas e sua utilização no nosso dia-a-dia. A partir do dia 25 de outubro, não foram exibidos mais episódios da série, significando o fim da primeira temporada. Uma segunda temporada do programa foi ao ar em 2013 e, também contou com nove episódios. Atualmente todos os episódios se encontram no serviço FOX Play, disponível apenas para assinantes da Vivo e GVT.

## Lista de Episódios

### Primeira Temporada
| Episódio | Tema                 | Data da estreia        |
| -------- | -------------------- | ---------------------- |
| 01       | Bolhas e espumas     | 16 de agosto de 2012   |
| 02       | Elástico             | 30 de agosto de 2012   |
| 03       | GLP                  | 06 de setembro de 2012 |
| 04       | Isolante térmico     | 13 de setembro de 2012 |
| 05       | Extintor de incêndio | 20 de setembro de 2012 |
| 06       | Embalagens           | 27 de setembro de 2012 |
| 07       | Aerodinâmica         | 04 de outubro de 2012  |
| 08       | Açúcar               | 11 de outubro de 2012  |
| 09       | Ótica                | 18 de outubro de 2012  |

### Segunda Temporada
| Episódio | Tema         | Data da estreia |
| -------- | ------------ | --------------- |
| 10       | Velocidade   | 2013            |
| 11       | Gases        | 2013            |
| 12       | Panelas      | 2013            |
| 13       | Curvatura    | 2013            |
| 14       | Garrafas     | 2013            |
| 15       | Gelo         | 2013            |
| 16       | Roupas       | 2013            |
| 17       | Eletricidade | 2013            |
| 18       | Fogo         | 2013            |